# Țîmbalivka, Bilopillea
Țîmbalivka (în ucraineană Цимбалівка) este un sat în comuna Șkurativka din raionul Bilopillea, regiunea Sumî, Ucraina.

## Demografie
Componența lingvistică a localității Țîmbalivka
     Ucraineană (96,68%)
     Rusă (3,32%)
Conform recensământului din 2001, majoritatea populației localității Țîmbalivka era vorbitoare de ucraineană (96,68%), existând în minoritate și vorbitori de rusă (3,32%).